# 市川良翁
市川 良翁（いちかわ よしお、1951年11月26日 - ）は、日本のプロゴルファー。

## 来歴
1977年にプロ入りし、1978年の美津濃プロ新人では渡辺三男・平林孝一・松岡金市に次ぐと同時に青木基正・藤木三郎と並んでの5位タイに入った。
1979年の長野県オープンでは榎本七郎・新井規矩雄・川田時志春と共にベン・アルダ（フィリピン）、謝敏男（中華民国）を抑え、小林富士夫の2位タイに入った。
1979年の関西オープンでは初日を甲斐俊光・寺田寿・吉川一雄・林慎一と並んでの10位タイでスタートし、2日目には中村通・入江勉と並んでの3位タイ浮上、3日目には中村と共に森岡比佐士と並んでの2位タイに着けた。
1985年の関西プロでは初日に中村と共に5アンダー67をマークし、2位の鈴村照男と1打差3位タイでスタートした。
1986年の関西オープンでは初日を木村政信・中松幹雄・平石武則・前田新作・島田幸作と並んでの16位タイでスタートし、2日目には金山和雄と並んでの4位タイ、3日目には前田と共に井上久雄と並んでの3位タイに浮上し、最終日も前田と共に吉川と並んでの2位タイに入った。
1987年のミズノオープンでは初日を鷹巣南雄・新井・尾崎将司・前田・平石・川上典一・磯村芳幸、ブライアン・ジョーンズ（オーストラリア）と並んでの4位タイでスタートした。
1989年の日経カップ 中村寅吉メモリアルでは初日を牧野裕・手嶋啓二と共に3アンダー67をマークし、ダイワKBCオーガスタでは初日を新井・東聡・浜野治光・時田陽充・山本善隆・杉原輝雄・倉本昌弘と並び、出場2大会連続8位タイスタートとなった。
1993年のNST新潟オープンを最後にレギュラーツアーから引退。